# Doctorat en administration des affaires
 (novembre 2023).
Le DBA (pour Doctorate of Business Administration), est un diplôme délivré après une formation à temps plein ou temps partiel, suivie par des apprenants dans le domaine des sciences de gestion. Délivré aux États-Unis et au Royaume-Uni, ce diplôme est reconnu comme un doctorat (PhD). Lorsqu'il est délivré dans les pays de l'Union européenne, il n'est alors pas reconnu comme un doctorat.

## Cursus
Les établissements exigent généralement des candidats qu'ils possèdent une expérience professionnelle des affaires. La scolarité peut être proposée à temps plein ou temps partiel et durer 3 ou 4 ans.
En France, les cursus se font à temps partiel et comportent 192h à 365h de face-à-face, et coûtent de 9 000 € à 50 000 €.

## Établissements délivrant un DBA
Cette section ne s'appuie pas, ou pas assez, sur des sources secondaires ou tertiaires indépendantes du sujet.

Pour l'améliorer, ajoutez-en, ou placez des modèles {{Source secondaire souhaitée}} ou {{Source secondaire nécessaire}} sur les passages mal sourcés. (juillet 2022)
- Audencia[5]
- Business School Lausanne[6]
- École des Ponts et chaussées[1]
- EM Lyon Business School[7]
- Federation for EDucation in Europe (FEDE)[8]
- Grenoble école de management[1]
- Grenoble IAE[9]
- IAE Lyon 3[10]
- IAE Nice (université de Nice-Sophia-Antipolis)[1]
- International Management School Geneva[11]
- Montpellier Business School[12]
- Institut supérieur du commerce de Paris[13]
- Paris School of Business[14]
- Skema Business School[1]
- Université Paris Dauphine[1]
- Université Paul Valery Montpellier 3[1]
- Université de Sherbrooke[15]
- Université du Québec à Trois-Rivières[16]

## Reconnaissance du diplôme
Le DBA délivré aux États-Unis est reconnu comme un doctorat, bien que les États-Unis précisent ne pas réglementer les doctorats ni en tenir une liste officielle à jour.
De même le DBA délivré au Royaume-Uni est classé au niveau 8 (FHEQ Level 8) du système éducatif, et reconnu comme « professionnal doctorate »,.
Dans les pays de l'Union européenne qui le délivrent, ce diplôme n'équivaut alors pas au doctorat. Il s'agit en France d'un diplôme d'établissement qui n'est pas inscrit au RNCP.
En Allemagne, en 2016, le DBA délivré au Royaume-Uni a été reconnu comme équivalent au doctorat délivré en Allemagne,.